# 波拉茲納湖
波拉茲納湖（白俄羅斯語：Полазна）是白俄羅斯的湖泊，位於烏沙奇西南20公里，由維捷布斯克州負責管轄，面積0.15平方公里，流域面積0.5平方公里，最大水深32.5米。